# Ion Cârja
Ion Cârja (scris câteodată Cârjă  sau Cârje; n. 25 martie 1922, Whitman⁠(d), Comitatul Logan, Virginia de Vest, Virginia de Vest, SUA – d. 8 mai 1977, New York City, New York, SUA) a fost un prozator și deținut politic român.

## Biografie
Părinții săi (Iov și Judifca) emigraseră în America din Transilvania prin 1910, dar familia se întoarce în România în februarie 1927 și se stabilește în comuna Mihai Viteazu din județul Turda, pe lângă Cluj.
În timpul liceului înființează „Gazeta de Turda” și publică prima sa carte întitulată „Cremene în apa vremii”.
Din 1942 studiază dreptul și literele la Universitatea din Cluj (și un an de zile chiar și medicina). Își ia doctoratul în drept în 1948.
Este ales secretar general al Asociației scriitorilor din Ardeal.
Pentru participarea sa la rezistența anticomunistă din Munții Apuseni (membru al Ligii Apusene a Moților), cât și pentru publicistica sa, începând din 1949, va sta 10 ani de zile în închisori (Cluj, Gherla, Aiud, Canalul Dunărea-Marea Neagră) fiind eliberat în 1964 cu ocazia amnistiei generale.
Fratele său mai mare, Nicolae Cârja, a fost și el exilat nouă ani în Siberia.
Având dublă cetățenie, i se permite, după multe încercări, să se reîntoarcă în Statele Unite ale Americii în mai 1965.
Se stabilește la New York, unde lucrează la departamentul serviciului social al primăriei. Studiază la Fordham University pentru a-și ridica competența în domeniul în care lucrează. Totodată, Columbia University îi recunoaște doctoratul în drept obținut în România.
În 1970 ia inițiativa de a forma Consiliul Național Român al cărui organ se va numi Acțiunea Românească (care începe să apară în 1971). Este ales secretar general al acestui consiliu.

Coperta cărţii „Întoarcerea din infern”

## Cărți publicate
- Cremene în apa vremii
- Întoarcerea din infern, vol. I și II (despre „reeducarea” deținuților politici de la penitenciarul Aiud)
- Canalul morții, ISBN 973-23-0400-6 (despre viața deținuților politici de la Canalul Dunăre-Marea Neagră)